# Le Bagarreur du Pacifique
Pour plus de détails, voir Fiche technique et Distribution.
Le Bagarreur du Pacifique (titre original : South Sea Woman) est un film de procès américain réalisé par Arthur Lubin, sorti en 1953.

## Synopsis
Pendant la Seconde Guerre mondiale, trois marines passent en cour martiale.

## Fiche technique
- Titre : Le Bagarreur du Pacifique
- Titre original : South Sea Woman
- Réalisation : Arthur Lubin
- Scénario : Earl Baldwin, Edwin Blum & Stanley Shapiro d'après la pièce de William Rankin
- Production : Samuel Bischoff
- Société de production : Warner Bros. Pictures
- Musique : David Buttolph
- Photo : Ted D. McCord
- Montage : Clarence Kolster
- Direction artistique : Edward Carrere
- Costumes : Moss Mabry
- Chorégraphe : Lester Horton
- Pays de production :  États-Unis
- Genre : Film d'aventure
- Durée : 99 minutes
- Format : Noir et blanc - Son : Mono (RCA Sound System)
- Date de sortie : 
  - États-Unis : 27 juin 1953

## Distribution
- Burt Lancaster : Artillerie Maître Sgt. James O'Hearn
- Virginia Mayo : Ginger Martin
- Chuck Connors : Pvt. Davey White
- Barry Kelley : Colonel Hickman
- Hayden Rorke : Procureur Lt. Fears
- Bob Sweeney : Defense Lt. Miller
- Leon Askin : Pierre Marchand
- Arthur Shields : 'Jimmy-legs' Donovan
- Paul Burke : Enseigne à la cour martiale
- Raymond Greenleaf : Capitaine à la cour martiale
- Cliff Clark : Lieutenant-colonel militaire à la cour martiale
- Paul Bryar : Capitaine des gendarmes de Numa
- Rudolph Anders : Capitaine van Dorck
- John Alderson : Fitzroy
- William O'Leary : Smth (le voleur)
- Strother Martin : Le fusilier marin à l'audience à la cour martiale
- Jim Hayward : Orville H. Masterson
- Alena Awes : 'La nièce' de Lillie
- Viola Daniels : 'La nièce' de Lillie
- Violetta Daniels : 'La nièce' de Lillie
- Henri Letondal : Alphonse
- George Saurel : Jacques